# Ogulnius gertschi
Ogulnius gertschi är en spindelart som beskrevs av Archer 1953. Ogulnius gertschi ingår i släktet Ogulnius och familjen strålspindlar.
Artens utbredningsområde är Panama. Inga underarter finns listade i Catalogue of Life.